# الأطفال المصورة (مجلة)
مجلة الأطفال المصورة هي مجلة مصرية أسبوعية صدر العدد الأول منها في 22 ديسمبر عام 1925م، لصاحبها ورئيس تحريرها يعقوب ليسكوفتش، اعتمدت المجلة على الترجمة والنقل من المجلات والصحف الأجنبية سواء من القصص الكرتونية أو الرسوم إلى اللغة العامية.
لم تكن هناك إشارة إلى أسماء المؤلفين أو الرسامين، عدد صفحاتها 16 صفحة، القطع: 24×17سم، ملونة، استمر صدورها حتى عام 1930م

## الأبواب
- قصص قصيرة
- رحلات جاليفر
- نوادر جحا
- نوادر حمحم وأخته زمزم
- فكاهات مصورة
- حكمة العدد